# Gråstrumpig kamskivling
Gråstrumpig kamskivling (Amanita submembranacea) är en svampart som först beskrevs av Marcel Bon, och fick sitt nu gällande namn av Gröger 1979. Gråstrumpig kamskivling ingår i släktet flugsvampar och familjen Amanitaceae.  Arten är reproducerande i Sverige. Inga underarter finns listade i Catalogue of Life.

## Källor

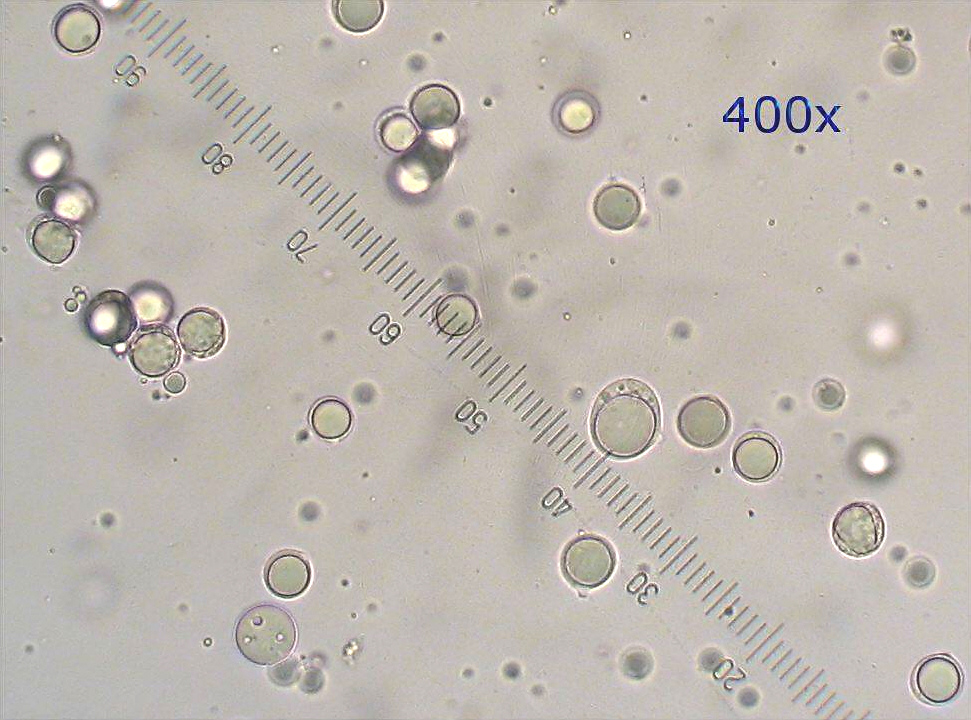
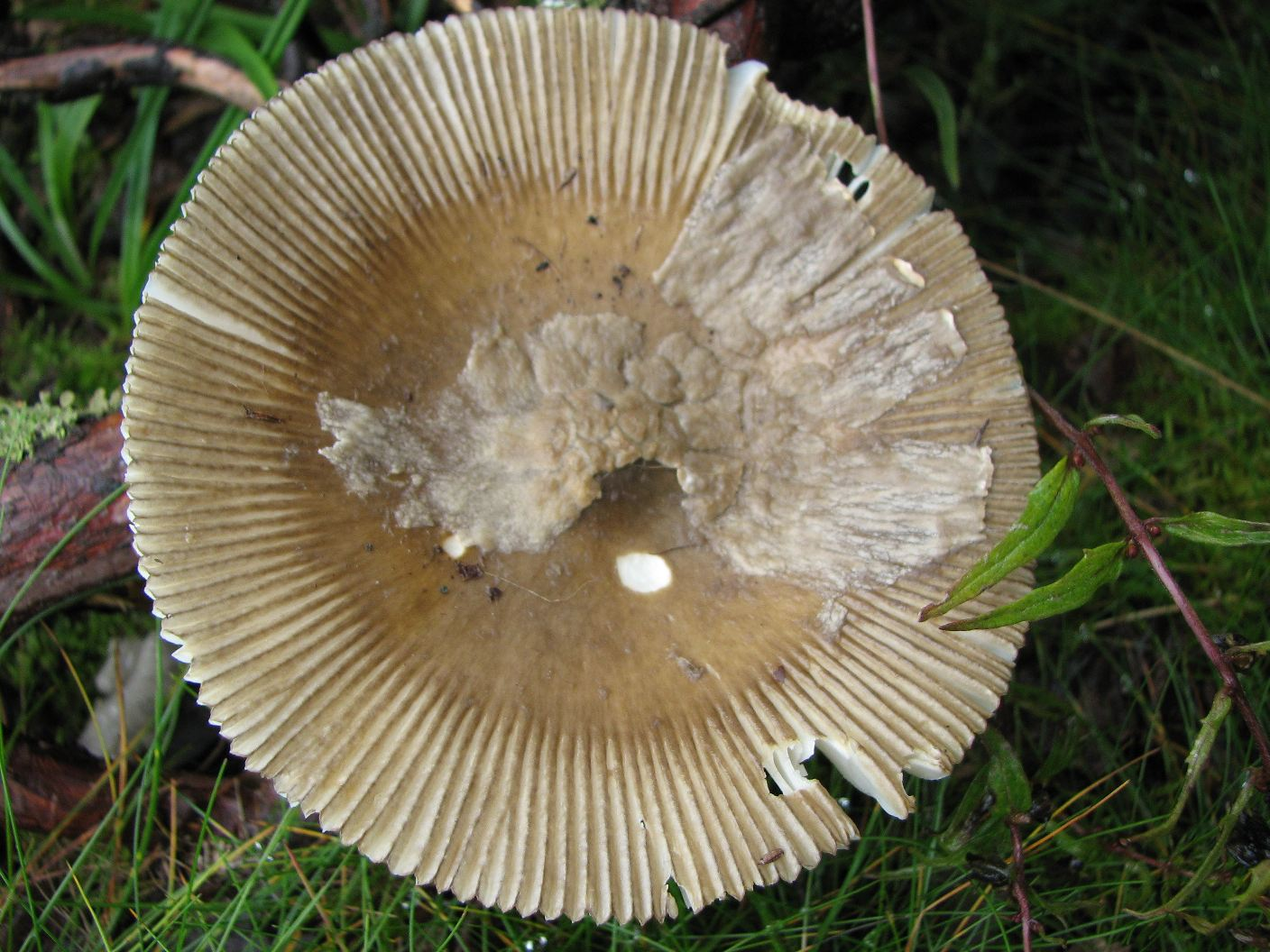
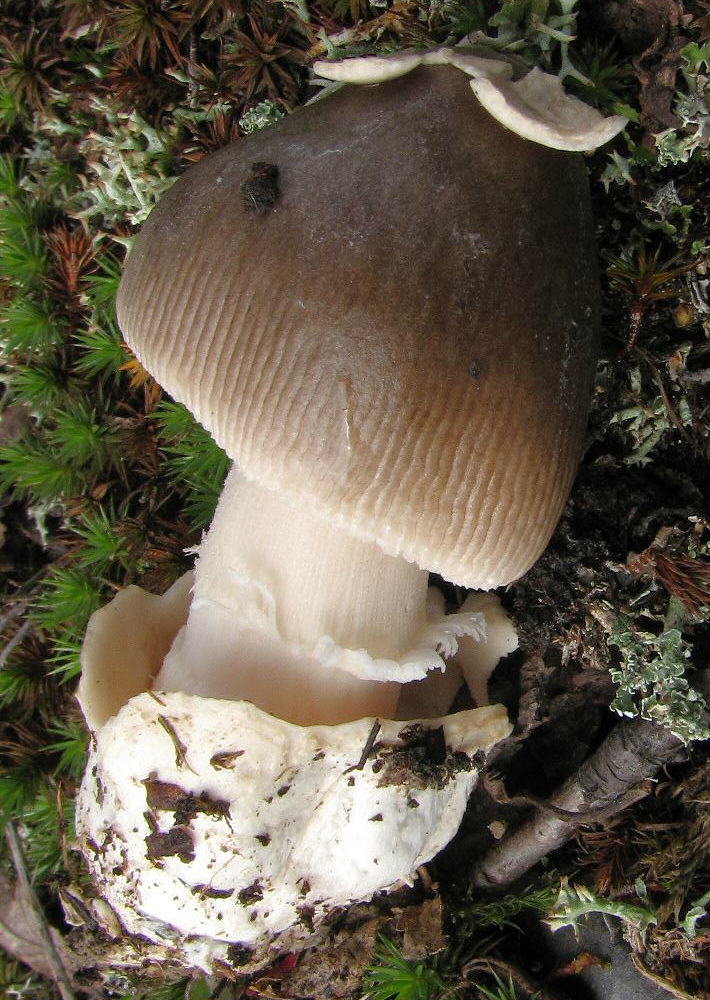
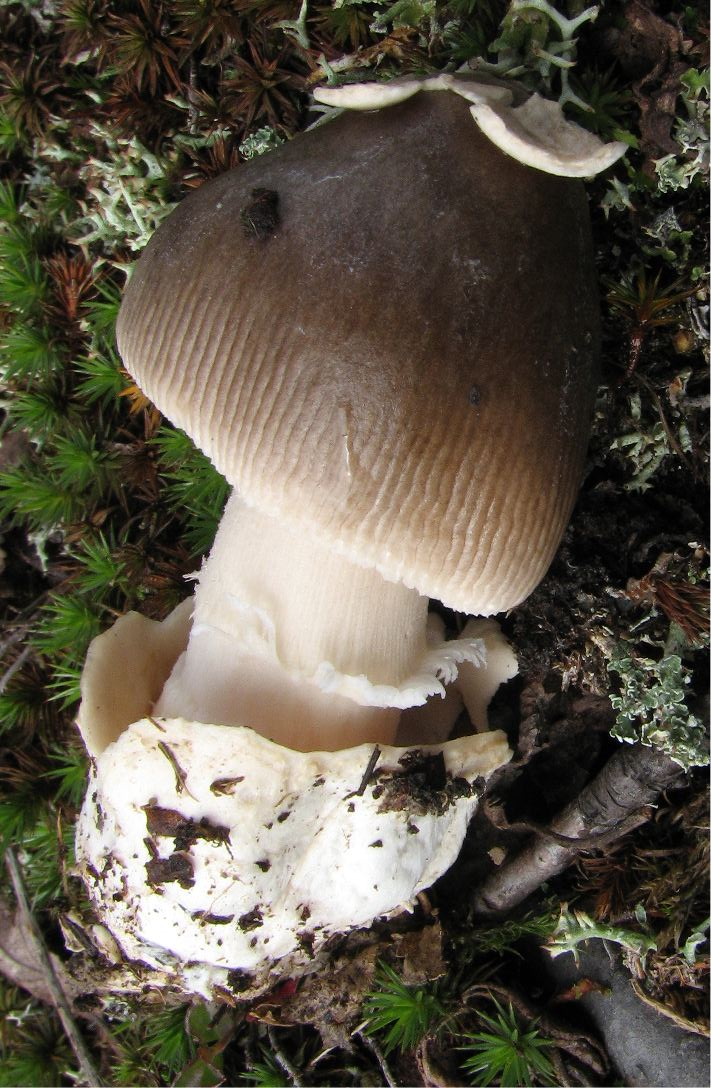
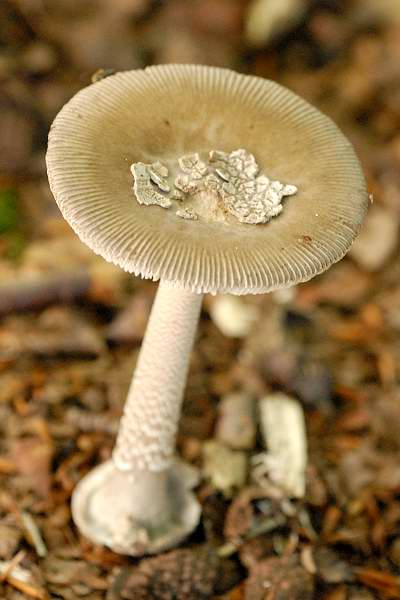
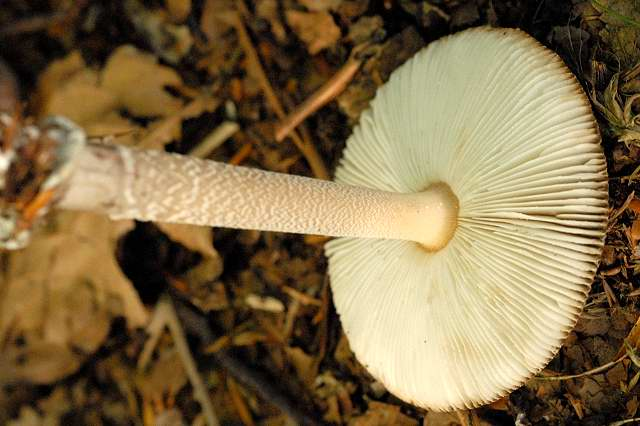